# Pleopeltis sordidula
Pleopeltis sordidula là một loài thực vật có mạch trong họ Polypodiaceae. Loài này được (Maxon & Weath.) Mickel & Beitel miêu tả khoa học đầu tiên năm 1987.